# Antón Golotsútskov
Antón Golotsútskov (Seversk, Rusia, 28 de julio de 1985) es un gimnasta artístico ruso retirado, doble medallista olímpico de bronce en 2008 en los ejercicios de suelo y salto de potro, y dos veces subcampeón del mundo en salto en 2010 y 2011.

## Carrera deportiva
En las Olimpiadas de Pekín 2008 gana dos medallas de bronce: en suelo —tras el chino Zou Kai y el español Gervasio Deferr— y en salto, tras el polaco Leszek Blanik y el francés Thomas Bouhail.
En el Mundial celebrado en Londres en 2009 consigue el bronce en salto, tras los rumanos Marian Drăgulescu y Flavius Koczi.
En el Mundial celebrado en Róterdam en 2010 gana la plata en salto de potro, nuevamente tras el francés Thomas Bouhail.
Y en el Mundial de Tokio 2011 vuelve a ganar la plata en salto de potro, esta vez tras el coreano Yang Hak-Seon.